# Ingeleben
Ingeleben là một đô thị của huyện Helmstedt, bang Niedersachsen, Đức. Đô thị này có diện tích 9,08 km².